# Giusto Ferrara
Giusto Ferrara (Misilmeri, 1898 – Valjunquera, 26 marzo 1938) è stato un militare italiano, decorato con la medaglia d'oro al valor militare alla memoria nel corso della guerra di Spagna.

## Biografia
Nacque a Misilmeri, provincia di Palermo, nel 1898, figlio di Filippo e Angela Sole. Interruppe gli studi tecnici per arruolarsi volontario nel Regio Esercito, nell'aprile 1917, in piena prima guerra mondiale, e dal deposito del 48º Reggimento fanteria "Ferrara" fu inviato dapprima alla 6ª Compagnia mitraglieri Fiat a Brescia, quindi, dopo la nomina ad aspirante ufficiale, al 113º Reggimento fanteria "Mantova". Raggiunse il fronte di guerra assegnato al 78º Reggimento fanteria della Brigata Toscana nel quale conseguì la promozione a sottotenente nel settembre dello stesso anno e a tenente nel giugno 1918. Nel febbraio 1920 chiese, ed ottenne, di essere trasferito in Asia Minore con il 34º Reggimento fanteria "Livorno"operante in Anatolia. Rientrato in Italia nel settembre successivo fu posto in congedo, e perfezionatosi nella conoscenza delle lingue straniere, iniziò successivamente a lavorare nel commercio paterno, ed infine nel 1930, impiantò un panificio meccanico dotato di moderni mezzi. Richiamato in servizio attivo a domanda nel gennaio 1937 fu inviato a combattere nella guerra di Spagna, sbarcando a Cadice il 22 febbraio, assegnato con il grado di capitano, alla 6ª compagnia del 2º Battaglione del 1º Reggimento "Frecce Nere". Durante la battaglia di Guadalajara del marzo 1937 fu decorato con la medaglia d'argento al valor militare per aver resistito per quasi due giorni all’assedio di Bermeo, respingendo numerosi assalti nemici che decimarono i suoi uomini. Cadde in combattimento a Valjunquera il 26 marzo 1938, e fu decorato con la medaglia d'oro al valor militare alla memoria.

### Fonti
1. ↑  Gruppo Medaglie d'Oro al Valore Militare 1965, p. 286.
2. 1 2 3 4 5 6 7 8  Combattenti Liberazione.
3. ↑   Medaglia d'oro al valor militare Ferrara Giusto, su quirinale.it, Quirinale. URL consultato l'11 febbraio 2023.
4. ↑  Registrato alla Corte dei conti lì 11 settembre 1939,  guerra registro n. 30, foglio 91.